# Gerhard Ebeling
Gerhard Ebeling (Berlino, 6 luglio 1912 – Zurigo, 30 settembre 2001) è stato un teologo protestante tedesco.
Assieme a Ernst Fuchs ha impresso alla teologia contemporanea una svolta ermeneutica.
Fortemente influenzati dalla lezione heideggeriana sul linguaggio, attraverso questi autori la teologia cessa di essere il "discorso su Dio" per divenire il "discorso di Dio su Dio attraverso il linguaggio umano". In particolare, la loro teologia ermeneutica trae spunto dalle intuizioni di Gadamer, allievo di Heidegger, sul cosiddetto "circolo ermeneutico" che definisce una relazione non univoca tra il testo e il lettore. Se è vero che nell'interpretare un testo il lettore lo interroga per comprenderne il significato, è anche vero che il lettore è a sua volta interrogato dal testo che richiede al lettore un superamento della sua comprensione precedente. Quest'ultima è definita dai filosofi ermeneutici di scuola heideggeriana "precomprensione". Il circolo tra precomprensione del lettore e comprensione di un testo è quindi il "circolo ermeneutico". In sintesi, non è possibile separare il significato di un testo dalla collocazione temporale del suo lettore.